# جميل الحبيب
شاعر وقاص وكاتب للرواية ولد في بلدة سنابس إحدى بلدات مدينة القطيف الواقعة شرق المملكة العربية السعودية والمتاخمة لبحر الخليج العربي.
أصدر ديوانه الأول عام (1992م) يحمل عنوان ( رحلة في ذات عاشق) ثم كتب روايته رجل ملهم ـ قصة تاريخية مخترعة لم تخل من إسقاطاتها على الواقع المعاش ـ والتي صدرت عام 2007 تقريباً، وبرغم إبداعه في مجال القصة والرواية، إلا أن أكثر ما يجتذب القراء إليه هو شعره الذي يمتاز بصفة ( السهل الممتنع ).
وتبقى هذه الترجمة شحيحة جداً لقلة المصادر، بالنظر إلى شاعر بحجمه!.
ومن أجمل شعره القصيدة التي بعنوان (وضع غير معرب) ومطلعها:
سمراء يا سمراء طول تجاهلي
للنار لن يبقي على الأحطابِ

## ومن شعره أيضا، قصيدته: (الحب والسور العالي)
اسـمـي أنــا زيــدٌ وهــذي قـريـتـي
فـوق الضفـاف. وهــؤلاء رجـالـي
وأنــا أحـبـك مـنـذ سبـعـة أعْـصُــرٍ
وثـمــان طـعْـنـاتٍ وعـشــر لــيــالِ
وأنـا أظــن الـريـح رهــن مـآربـي
والنهـر نـهـري، والـظـلال ظـلالـي
سـمـراء.. إنّ مــن المحـبـة لعـنـةً
فـحـذارِ مــن أن تغـرقـي بـرمـالـي
سمـراء.. أقـوال الهـوى محـشـوّةٌ
مـوتــاً، فلا تـصـغـي لأي مــقــالِ

أنـا واثـق لــو أنــتِ قـمـتِ بطعـنـةٍ
أخرى، سأعرف ما عليّ وما لـي!

إنـي أريـدك لــي.. بــلا عُـقَـدٍ، بــلا
حَرَبٍ، بـغـيـر دمٍ، بـغـيــر قــتــالِ

إني صرفـت عليـك نصـف مبادئـي
مـا كـنـت أجـهـل أن مـهـرك غــالِ

إن كــان هــذا الـحـب لا ثـمـرٌ بــهِ
فـبـأي وهــمٍ قد ملأتِ سـلالــي
ولأي زيــفٍ قد مددتُ أنـامـلـي
ولأي وجــهٍ قد شددتُ رحـالــي

أإلـى الجحيـم تـؤول كـل مواهـبـي
أم في الهباء يضيـع كـل نضالـي؟!

أشعلـتِ آمالـي.. لمـاذا يـا تــرى؟.
مـادمــت تحتـرقـيـن من آمـالــي
ولِمَ اقترفتِ الحـرب، ثـم تركتنـي..
لأخوض وحدي في هواك نزالي؟!
أخفـي جراحـاتـي، وأحـسـب أنـنـي
بـطــلٌ . فـيــا لغـوايـتـي وضـلالــي
كل الإجـابــات الـتــي قـدمـتِـهـا..
ليسـت تـسـاوي كبـريـاء سـؤالـي! 
أنــا منطـقـي أبــداً طفـولـيٌّ.. فلا
تـتـذمـري من مـنـطـق الأطـفــالِ
إني أجادل مثـلـهـم، فـتـدرّعــي
بالصـبـر، إن يـومـاً أردتِ جـدالــي
وأنـا خيالـيُّ الــرؤى، لــن تملـكـي
رئــتيَّ إلا أنْ أثــرتِ خــيــالــي
بـي كـلُّ مـا تهـبُ الطبيعـةُ فانعمـي
بمـنـاخ أوديـتـي وطـقــس جـبـالـي
ما في الربيع المشتهى من خصلةٍ
ترجـيـن إلا وهْــي بـيــن خـصـالـي

إنّ الضيـاع المـرّ فـي أن تحسبـي
شيئـاً مـحـالاً.. وهْــو غـيـر مـحـالِ

مجـداً ليومـكِ فـهـو عـيـدُ تـحـرري
مهمـا جنـيـتِ، وفـرحـةُ استقـلالـي

سمراء، ذاكـرة الحـروب فقدتهـا..
ونمـت حقـول القمـح فـوق تـلالـي

مادمـتِ تدنيـن الحـبـال إلــى يــدي
ما همّنـي أنْ سـور بيتـك عالـي!..